# Nusa Kenari
Nusa Kenari is een bestuurslaag in het regentschap Alor van de provincie Oost-Nusa Tenggara, Indonesië. Nusa Kenari telt 3544 inwoners (volkstelling 2010).